# Evropské seskupení pro územní spolupráci
Evropské seskupení pro územní spolupráci (ESÚS nebo ESUS) představuje možnost uskutečňování přeshraniční regionální spolupráce v rámci Evropské unie. Regionálním a místním orgánům je nabízena možnost vytvářet přeshraniční seskupení s právní subjektivitou.
Evropský rámec je upraven nařízením Evropského parlamentu a Rady č. 1082/2006. ESUS jako jeden ze tří cílů regionální politiky EU umožňuje vznik seskupení regionálních a místních orgánů z různých členských států, aniž by předtím bylo třeba podepsat mezinárodní dohodu a ratifikovat ji národními parlamenty. Členské státy však musí dát svůj souhlas s účastí členů ze svého území.

## ESUS s českou účastí
- 30. června 2012[1] byl založen česko-rakousko-německý Evropský region Dunaj-Vltava / Europaregion Donau-Moldau (ERDV).[2]

- Česko-slovensko-maďarsko-rakouský ESÚS Centrope.[3]

- V přípravě je česko-slovensko-polský ESÚS Tritia, jehož členy se stanou Moravskoslezský kraj, Slezské a Opolské vojvodství a Žilinský samosprávný kraj.[4]